# Rana
66°18′46″N 14°8′34″Ø / 66.31278°N 14.14278°Ø
Rana er en kommune i Nordland fylke i Norge. Den grænser i nord til Meløy, Beiarn og Saltdal, i syd til Hemnes og Leirfjord og i vest til Nesna, Lurøy og Rødøy. Kommunen har en lang grænse til Sverige (Västerbottens län, Storumans kommun) i øst og sydøst. Rana er Norges fjerdestørste kommune i areal og Norges største bykommune efter areal.

## Navnet Rana
Navnet Rana [ra:´na] er enten af norrøn eller samisk oprindelse og kan henvise til en elv eller strømmen i Ranfjorden.
I 1500- og 1600-tallet blev navnet skrevet Radenn, Rade, Raenn, Raen (1666) eller Ran [ra:´n]. Ran var dativ-formen af Rana (nominativ), men blev brugt som nominativ, hvoraf navnet «Ranen» opstod (1731). Navnet Rana blev taget i brug af den lokale administration i 1920.
Alternativt er navnet tilknyttet Umesamernes legende om Salan-Nijeta («Solens datter») og Rana-Nijeta («Jordens datter»). Rana var i så fald sommerens grønne jord for rendriftserhvervet.

## Administrativ historie
Mellem 1589 og 1738 var «Ranen» sogn en del af Alstahaug prestegjeld.
Kongelig åbent brev af 30. marts 1731 besluttede, at «Ytre Ranen» (Nesna prestegjeld og senere Nesna kommune) og «Indre Ranen» (Rana og det som senere blev Hemnes kommune) skulle skilles ud som to selvstændige prestegæld efter magister Anders Dass' død. Delingen fandt sted den 12. december 1738.

### Hemnes, Korgen, Elsfjord og Sør-Rana
Ved kongelig resolution 17. april 1843 blev Hemnes prestegjeld skilt ud fra «Indre Ranen».
Den 1. juli 1918 blev Hemnes kommune delt i de to nye kommuner Korgen (1.369 indbyggere) og Hemnes (3.567 indbyggere). I 1929 blev resten af Hemnes kommune delt i de tre nye kommuner Sør-Rana (1.708 indbyggere), Hemnes (1.077 indbyggere) og Elsfjord (765 indbyggere).
Kommunen Elsfjord (920 indbyggere) blev slået sammen med Vefsn den 1. januar 1962.
Den 1. januar 1964 blev kommunerne Korgen (3.033 indbyggere), Hemnes (1.352 indbyggere), Sør-Rana syd for Ranfjorden (934 indbyggere) og Røvassbukta og Tustervassområdet i Hattfjelldal kommune slået sammen til den nye Hemnes kommune.

### Mo og Nord-Rana
Mo herred blev oprettet 1838. I 1853 blev navneformen ændret til Mo kommune.
Den 1. januar 1923 blev Mo kommune delt i de to kommuner Mo og Nord-Rana. Det samlede folketal før delingen var 1.305 indbyggere.
Den 1. januar 1964 blev Mo kommune (9.616 indbyggere) slået sammen med Nord-Rana (11.636 indbyggere), Sjona-delen af Hemnes (543 indbyggere) og Sør-Rana nord for Ranfjorden (697 indbyggere) til den nye storkommune Rana.

## Geografi

### Værneområder
- Alterhaug naturreservat
- Engasjyen naturreservat
- Fisktjørna naturreservat
- Saltfjellet-Svartisen nationalpark
- Kvannlia-Sølvjodalen Naturreservat

### Elve, fjorde, fjelde og søer i Rana
- Andfiskvatnet
- Bjørnefossvatnet
- Blerekvatnet
- Bogvatnet
- Akersvatnet
- Sjona
- Ranfjorden
- Helgåga
- Kalvatnet
- Virvatnet
- Ranelva
- Plura
- Tespa
- Bjøllåga
- Langvatnet
- Nedre Fagervollvatnet

### Dalstrøg
- Dalselvdalen
- Helgåvassdraget
- Dunderlandsdalen
- Røvassdalen
- Plurdalen
- Grønnfjelldalen
- Stormdalen
- Tespdalen
- Bjøllådalen
- Blakkådalen
- Svartisdalen
- Virvassdalen
- Bjørnådalen

### Byer
- Mo i Rana (administrativt center)
- Storforshei

### Forsteder og bydele
- Langneset
- Selfors
- Gruben
- Båsmoen
- Ytteren
- Alteren
- Åga
- Hauknes

### Landsbyer
- Dalsgrenda
- Utskarpen
- Skonseng
- Røssvoll
- Nordsjona
- Langvassgrenda

## Samfund
Administrationscentrum er Mo i Rana. Helgeland Sparebank har et af to hovedkontorer i Mo i Rana, avisen Rana Blad udgives her. I byen ligger også Statens indkrævingscentral, Nordland Teater og en af Nationalbibliotekets to afdelinger.